# Wheeler megye (Nebraska)
Wheeler megye az Amerikai Egyesült Államokban, azon belül Nebraska államban található. Megyeszékhelye és legnagyobb városa Bartlett. Lakosainak száma 774 fő (2020. április 1.).

## Szomszédos megyék
- Holt megye
- Greeley megye
- Garfield megye
- Valley megye
- Antelope megye
- Boone megye

## Népesség
A megye népességének változása:
| Lakosok száma | 821  | 812  | 796  | 759  | 750  | 774  |
|               | 2010 | 2011 | 2012 | 2013 | 2015 | 2020 |